# Heteroplectron californicum
Heteroplectron californicum là một loài Trichoptera trong họ Calamoceratidae. Chúng phân bố ở miền Tân bắc.